# Circunnavegación fenicia de África

Reconstrucción de la ecúmene basada en la descripción de Heródoto, con África rodeada de mar

La circunnavegación fenicia de África es el relato egipcio de dicho viaje, recogido por el historiador griego Heródoto. No se dispone de documentación de la época que avale la historicidad de este viaje, pero la ausencia de datos contemporáneos no implica que no haya ocurrido. Curiosamente, los datos que aporta Heródoto como posiblemente inciertos, son los que pudieran dar veracidad al relato:

La posición del Sol a la derecha cuando este era contemplado desde el hemisferio austral.

## El relato de Heródoto

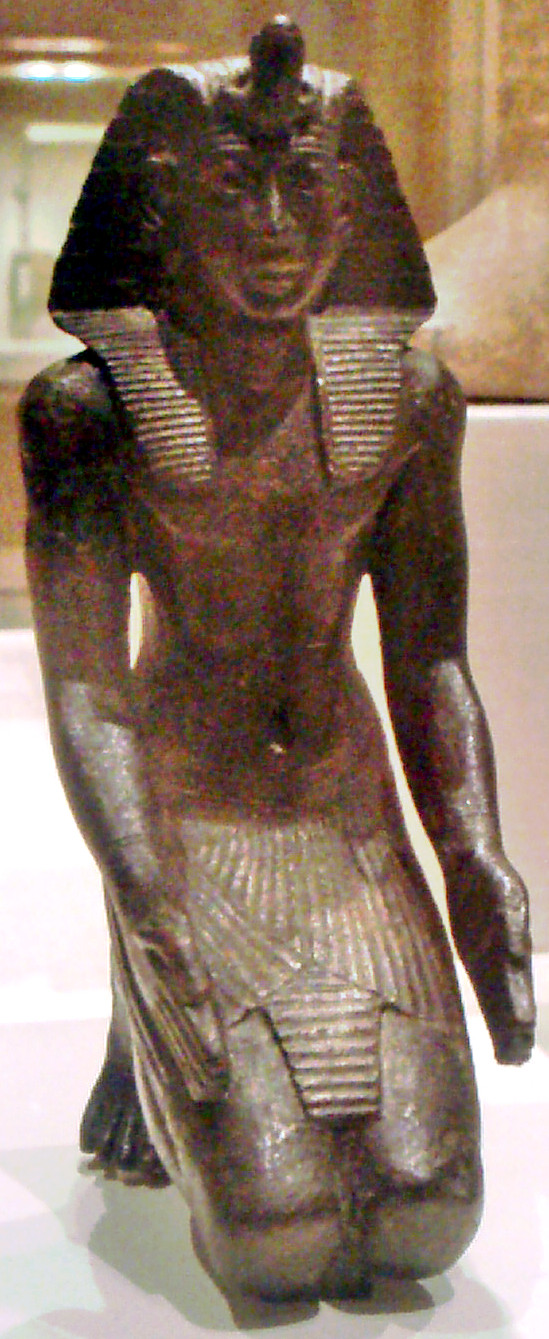
Estatua de Necao (I o II) en el Museo Brooklyn de Nueva York

Según Heródoto (nacido en 484 a. C.), una expedición fenicia auspiciada por el faraón Necao II (proclamado rey en 610 a. C.) circunnavegó el continente africano por primera vez. El faraón quería buscar un paso hacia occidente desde el mar Rojo. Tras fracasar en el intento de construir un canal que uniese el mar Rojo con el Mediterráneo a través del Nilo, decidió buscar un paso hacia occidente por el sur. Cuenta Heródoto que varias naves fenicias circunnavegaron el continente africano, denominado entonces Libia, en una expedición penosa que efectuó dos largas paradas para conseguir provisiones, y que tardó tres años en llegar a las columnas de Hércules (estrecho de Gibraltar). 

«La Libia se presenta a los ojos en verdad como rodeada de mar, menos por aquel trecho por donde linda con el Asia. Este descubrimiento se debe a Neco, rey de Egipto, que fue el primero, a lo que yo sepa, en mandar hacer la averiguación, pues habiendo alzado mano de aquel canal que empezó a abrirse desde el Nilo hasta el seno arábigo, despachó en unas naves a ciertos fenicios, dándoles la orden de que volviesen por las columnas de Hércules al mar Boreal o Mediterráneo hasta llegar al Egipto. Saliendo, pues, los fenicios del mar Eritreo, iban navegando por el mar del Noto: durante el tiempo de su navegación, así que venía el otoño salían a tierra en cualquier costa de Libia que les cogiese, y allí hacían sus sementeras y esperaban hasta la siega. Recogida su cosecha, navegaban otra vez; de suerte que, pasados así dos años, al tercero, doblando por las columnas de Hércules, llegaron al Egipto, y referían lo que a mí no se me hará creíble, aunque acaso lo sea para algún otro, a saber, que navegando alrededor de la Libia tenían el sol a mano derecha. Este fue el modo como la primera vez se hizo tal descubrimiento.»
Heródoto Los nueve libros de la Historia, IV, XLII.

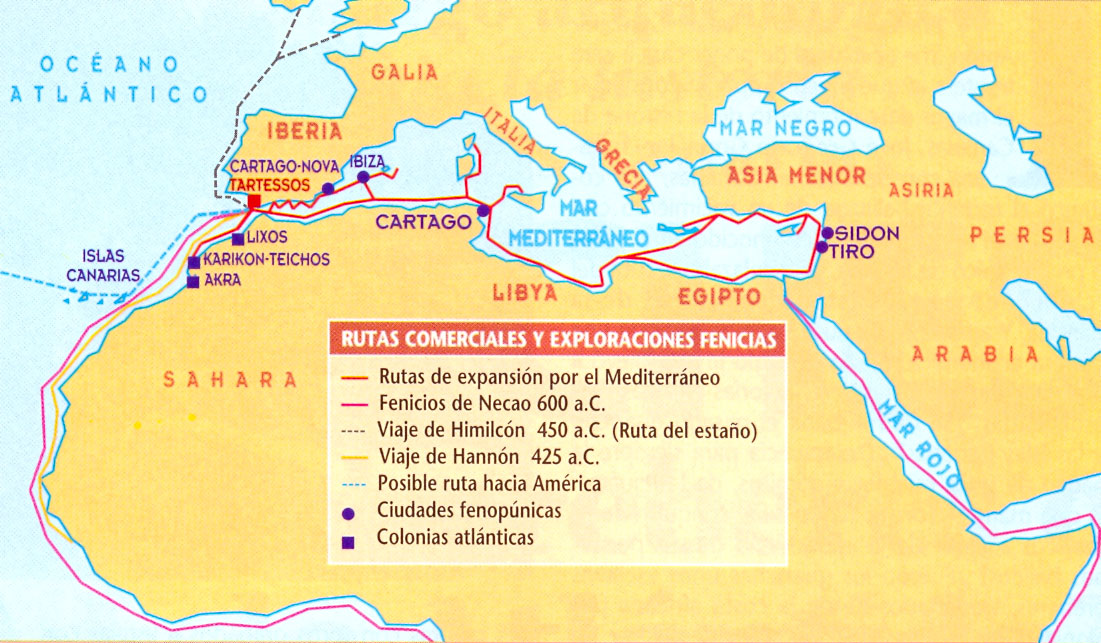
Posibles exploraciones

La realidad de esta hazaña fue cuestionada durante mucho tiempo, pero curiosamente lo que parecía más extraño en una época en que muchos concebían un continente africano mucho menos extendido hacia el sur, es lo que ha dado finalmente credibilidad al relato. En la obra de Heródoto se transcribe el testimonio de que los marineros fenicios, tras rolar al oeste (cabo de Buena Esperanza) veían el Sol de mediodía a la derecha, es decir, al norte, y esto solo podía comprenderse a partir de las exploraciones portuguesas del siglo XV, que demostraron que el extremo meridional de África está al sur del trópico de Capricornio.
Es posible que la expedición no pudiese completar el periplo por mar más allá del Cabo Bojador por la persistencia de los vientos alisios contrarios a su rumbo, pero también lo es que pudieran completar la expedición por tierra, siguiendo rutas comerciales fenicias a través del África noroccidental, hasta alguna de sus colonias en el norte de África y desde allí embarcar de nuevo hasta Egipto.